# Mistrzostwa Świata U-21 w Rugby Union Mężczyzn 1995
Mistrzostwa Świata U-21 w Rugby Union Mężczyzn 1995 – pierwsze mistrzostwa świata U-21 w rugby union mężczyzn zorganizowane przez SANZAR i UAR, które odbyły się w Buenos Aires w 1995 roku.
Zawody zostały rozegrane na boisku Buenos Aires Cricket & Rugby Club. Zwyciężając we wszystkich trzech pojedynkach w zawodach triumfowała Nowa Zelandia.
Spośród 104 zawodników, którzy wzięli udział w turnieju, 34 wystąpiło do 2002 roku w seniorskich kadrach, ich liczba zwiększyła się następnie do 41. Znajdowali się wśród nich Taine Randell, Anton Oliver, Christian Cullen, Carl Hoeft, Kees Meeuws, Scott Robertson i Carlos Spencer; Tom Bowman, Toutai Kefu, Nathan Grey, Justin Harrison i Bill Young; Robbie Kempson, Selborne Boome, Andre Snyman i Breyton Paulse oraz Santiago Phelan, Gonzalo Quesada, Miguel Ruiz, Ignacio Fernández Lobbe i Gonzalo Longo. Arbitrami zawodów byli natomiast Paul McFie, Pablo Deluca, Stuart Dickinson i Carl Spannenberg.

## Mecze
| 15 lipca 1995 | Argentyna U-21 | 19:24 | Nowa Zelandia U-21 | Buenos Aires Cricket & Rugby Club, Buenos Aires |
| 15 lipca 1995 |                | 19:24 |                    | Buenos Aires Cricket & Rugby Club, Buenos Aires |

| 15 lipca 1995 | Południowa Afryka U-21 | 26:25 | Australia U-21 | Buenos Aires Cricket & Rugby Club, Buenos Aires |
| 15 lipca 1995 |                        | 26:25 |                | Buenos Aires Cricket & Rugby Club, Buenos Aires |

| 18 lipca 1995 | Argentyna U-21 | 5:33 | Australia U-21 | Buenos Aires Cricket & Rugby Club, Buenos Aires |
| 18 lipca 1995 |                | 5:33 |                | Buenos Aires Cricket & Rugby Club, Buenos Aires |

| 18 lipca 1995 | Nowa Zelandia U-21 | 24:7 | Południowa Afryka U-21 | Buenos Aires Cricket & Rugby Club, Buenos Aires |
| 18 lipca 1995 |                    | 24:7 |                        | Buenos Aires Cricket & Rugby Club, Buenos Aires |

| 21 lipca 1995 | Argentyna U-21 | 16:17 | Południowa Afryka U-21 | Buenos Aires Cricket & Rugby Club, Buenos Aires |
| 21 lipca 1995 |                | 16:17 |                        | Buenos Aires Cricket & Rugby Club, Buenos Aires |

| 21 lipca 1995 | Nowa Zelandia U-21 | 33:16 | Australia U-21 | Buenos Aires Cricket & Rugby Club, Buenos Aires |
| 21 lipca 1995 |                    | 33:16 |                | Buenos Aires Cricket & Rugby Club, Buenos Aires |